# Milan Maceljski
Milan Maceljski (Zagreb 27. prosinca 1925. – 24. lipnja 2007.), hrvatski akademik, doktor znanosti i professor emeritus. Bio je redoviti profesor u miru na Agronomskom fakultetu u Zagrebu, professor emeritus, Sveučilišta u Zagrebu i dopisni član Slovenske akademije znanosti i umjetnosti od 08. 04. 1999. sve do svoje smrti 24.06.2007.
Dao je veliki znanstveni doprinos entomologiji i fitofarmaciji. Istakao se u plodnom radu i u Hrvatskoj i van njezinih granica. Bavio se entomologijom, fitofarmacijom, aplikacijom pesticida, integriranom zaštitom bilja od štetnika i ekološkom zaštitom bilja i radio na suzbijanju nametnika, i biološkom suzbijanje korova. Napisao je 25 knjiga i sveučilišnih skripata, 65 znanstvenih radova (15 u inozemstvu), 104 znanstvena priopćenja, oko 680 stručnih i stručno-popularnih radova u raznim časopisima. 
Bio je glavni istraživač više znanstvenih projekata odobrenih od Vlade SAD-a i primio je posebno priznanje Ministarstva poljoprivrede SAD-a. Na međunarodnim skupovima u inozemstvu održao je brojna predavanja i priopćenja na engleskom, njemačkom, francuskom i talijanskom jeziku. Uvršten je u European Directory Of Pesticide Experts.

## Radovi i Bibliografija
- Maceljski Milan, Cvjetković Bogdan, Ostojić Zvonimir, Barić Božena: Stetočinje vinove loze, nakl. Zrinski Čakovec, 2006:1-320.
- Maceljski Milan, Cvjetković Bogdan, Ostojić Zvonimir, Igrc Barčić Jasminka, Pagliarini neda, Oštrec Ljrka, Barić Klara, Čizmić Ivanka: Stetočinje povrća nakl. Zrinski Čakovec, 2004: 1-520.
- Maceljski Milan: Poljoprivredna entomologija, II. dopunjeno izdanje, nakl. Zrinski Čakovec, 2002. 1-524.
- Maceljski Milan, Cvjetković Bogdan, Igrc Barčić Jasminka, Ostojić Zvonimir: Priručnik zaštite bilja II. dopunjeno izdanje (za zaposlenike u poljoprivrednim ljekarnama), nakl. Zavod za zaštitu bilja i Hrvatsko društvo biljne zaštite, Zagreb, 2002. 1-246.
- Igrc Barčić, J., Maceljski, M. (2001.): Ekološki prihvatljiva zaštita bilja od štetnika. Zrinski, d.d. 247. pp.
- Maceljski, M.: Poljoprivredna entomologija. Zrinski d.d. 1999. 464 pp
- Maceljski, M. et al: Zaštita povrća od štetočinja. Editor and first author M. Maceljski, Znanje, 1997, 434 pp.
- Maceljski, M., Cvjetković, B., Igrc Barčić, J., Ostojić, Z.: Priručnik iz zaštite bilja. Zavod za zaštitu bilja Zagreb, 1997. 192 pp.
- Brčić, J. Maceljski, M. i et al.: Mehanizacija u voćarstvu i vinogradarstvu. (dio V Metode i aparati za primjenu pesticida u voćnjacima i vinogradima, 118-187 pp.), Agronomski fakultet Zagreb, 1995.
- Maceljski, M.: Metode i aparati za primjenu pesticida. Sveučilište u Zagrebu, Zagreb, 1992. 164 pp.
- Kišpatić, J., Maceljski, M.: Zaštita vinograda. Znanje, Zagreb, 1991. 232+16 pp.
- Maceljski, M., Igrc, J.: Entomologija - štetne i korisne životinje u ratarskim usjevima. Udžbenik Sveučilišta u Zagrebu, 1991, 210+16 pp.
- Kišpatić, J. Maceljski, M.: Zaštita voćaka. Znanje, Zagreb, 1989. 415+16 pp.
- Maceljski, M. et al.: Zaštita povrća (editor and first author). Znanje, Zagreb, 1986. 422+16 pp.
- Collectiv of authors: Poljoprivredni savjetnik (M. Maceljski editor and author of some parts). Znanje, Zagreb, 1985. 796 + 24 pp.
- Collectiv of authors: Priručnik izvještajne i prognozne službe zaštite poljoprivrednih kultura (M. Maceljski coeditor and author of some parts). Savez društava za zaštitu bilja Jugoslavije, Beograd, 1983. 682 + 16 pp.
- Maceljski, M.: Entomologija, specijalni dio - štetnici voćaka i vinove loze. Sveučilište u Zagrebu, Zagreb, I izd. 1981, II izd. 1983, III izd. 1991 258 pp.
- Maceljski, M., Kišpatić, J.: Zaštita bilja. Sveučilište u Zagrebu, 1981. 308 pp.
- Kišpatić, J., Maceljski, M.: Zaštita voćaka i vinove loze. Znanje, Zagreb, I izd. 1976 - 300+16 pp., II izd. 1979 - 528+16 pp., III izd. 1981 - 546+16 pp., IV izd. 1984 - 523+16 pp.
- Stanković, A., Maceljski, M.: Zaštita šećerne repe od štetočina, parazitnih mikroorganizama i korova. Poljoprivredni fakultet, Novi Sad, 1973, 123 pp.
- Collectiv of authors: Štetočine u skladištima (M. Maceljski author of some parts). Poljoprivredni fakultet Novi Sad, 1972. 540 pp.
- Collectiv of authors: Zaštita kukuruza od štetočina, bolesti i korova (M. Maceljski: Metode i aparati za zaštitu kukuruza - 445-510 pp.) Zadružna knjiga, Beograd, 1971.
- Maceljski, M., Milatović, I.: Zaštita bilja (for agroeconomists). Sveučilište u Zagrebu, Zagreb, l970: 321 pp.
- Collectiv of authors: Priručnik za poznavanje karantenskih štetnika (M. Maceljski author of some parts). Rep. sekr. za polj., Zagreb, 1969. 360 pp.
- Kovačević, Ž., Kišpatić, J., Panjan, M., Maceljski, M.: Bolesti i štetnici ratarskog bilja. Znanje, Zagreb, l968. 518 pp.
- Vukasović, P., Maceljski, M. et al.: Štetočine u biljnoj proizvodnji II. dio (some parts) Univerzitet u Novom Sadu, Beograd, l967. 598 pp.
- Gotlin, J. Maceljski, M. et al.: Suvremena proizvodnja kukuruza (some parts). Posebno izd. Agron. glasnika, Zagreb, 1967. 736 pp.
- Maceljski, M.: Fitofarmacija - opći dio. I-III. izdanje. Sveučilište u Zagrebu, 1967. 177 pp.
- Brčić, J., Maceljski, M., Novak, M., Dujmović, M.: Mehanizacija rada u voćarstvu i vinogradarstvu. Sveučilište u Zagrebu, 1966. 260 pp.
- Collectiv of authors: Atlas bolesti i štetnika poljoprivrednih kultura (editor and author of some parts). Zadružna štampa, Zagreb, 1962. 172 pp, 60 orig. paintings by Greta Turković.
- Maceljski, M.: Zaštita bilja, priručnik za organizaciju i provedbu zaštite poljoprivrednog bilja od bolesti, štetnika i korova. Zadružna štampa, Zagreb, l958. 247 pp.

## Vanjske poveznice
- Entomologija Milan Maceljski 1999
- Milan Maceljski Hrvatska tehnička enciklopedija, portal hrvatske tehničke baštine. LZMK